# Glenea relicta
Glenea relicta é uma espécie de escaravelho da família Cerambycidae. Foi descrita por Francis Polkinghorne Pascoe em 1868.

## Subespecie
- Glenea relicta izuinsularis Fujita, 1980
- Glenea relicta relicta Pascoe, 1868